# Via Zanardi, 33
Via Zanardi, 33 è una sitcom italiana, andata in onda in prima visione su Italia 1 dal 28 gennaio al 15 maggio 2001.

## La sitcom
Ambientata a Bologna, racconta le vicende di sei ventenni (tre ragazze e tre ragazzi) che vivono nello studentato dell'università: il ventitreenne romano Mattia (Enrico Silvestrin) che suona in una band; il coetaneo parmigiano Ivan (Elio Germano), iscritto a scienze politiche; Stefano (Dino Abbrescia), originario di Monopoli, laureando in ingegneria, è l'anziano del gruppo dall'alto dei suoi ventisei anni; la ventunenne Anneke (Antonia Liskova) arriva da Stoccolma, studia lettere e ama l'Italia (e gli italiani) da quando vide a tredici anni un film con Mastroianni; la trevigiana ventiquattrenne Bea (Ginevra Colonna) risulta più matura della sua età, è impegnata socialmente e le mancano pochi esami per laurearsi in veterinaria; la ventenne milanese Francesca (Alessandra Bertin), detta Fra, è una supermondana al secondo anno del DAMS.
Tra gli altri personaggi ricorrenti: Leonardo (Alessandro Demcenko), fratello maggiore di Mattia e ragazzo di Fra, gestisce il Garage, il locale che funge da punto di ritrovo; Pier Maria (Max Galligani) e Bubba (Andrea Ottaviani); la romagnola ventenne Lucia (Sarah Felberbaum) è l'ex di Ivan che ricompare periodicamente nella sua vita.

## Guest star
Cesare Cremonini (all'epoca cantante dei Lùnapop) interpreta il misterioso Gustavo nel secondo e ventiquattresimo episodio. Nell'ultima puntata rispunta quale fantomatico agente di un gruppo musicale, gli Arizona Perizoma, formati dagli altri componenti dei Lùnapop, ovvero: Nicola Balestri detto "Ballo" – il quale interpreta Leopoldo, un aiutante di Leonardo nel nono e decimo episodio – Alessandro "Lillo" De Simone, Michele "Mike" Giuliani e Gabriele Gallassi. Più di passaggio risultano Paola Barale, Paolo Brosio, Barbara D'Urso, Benito Urgu, Armando De Razza, Bruno Gambarotta, Lillo & Greg, Platinette, Andrea Roncato, Shel Shapiro, Beppe Signori, Dario Vergassola, Pali e Dispari e Luisa Corna.

## Sigla
La sigla di apertura, Donne in perizoma, è composta e cantata dai Lùnapop.

## Episodi
Il titolo di ogni episodio inizia con "Si fa presto a dire...".
| Stagione       | Episodi | Prima TV |
| -------------- | ------- | -------- |
| Prima stagione | 24      | 2001     |

## Ascolti
Via Zanardi, 33 era stata ideata come risposta italiana a Friends (il produttore Rosario Rinaldo aveva trascorso due mesi sul set della sit-com americana), ma non riuscì a emularla a livello di ascolti: sebbene fosse prevista una seconda stagione, la serie venne cancellata alla fine della prima a causa della scarsa audience.